# 2017年北印度洋氣旋季
2017年北印度洋氣旋季泛指在2017年全年內的任何時間，於北印度洋水域所產生的熱帶氣旋。雖然有關方面並沒有設下本颱風季的指定期限，但大部份北印度洋的熱帶氣旋通常都會於四月至十二月期間形成。
本條目的範圍僅侷限於北印度洋水域。在北印度洋產生的氣旋風暴是由隶属于印度地球科学部的印度氣象局新德里氣旋中心命名，而在該地區的熱帶低氣壓的編號都以 A/B 字母作結。
在香港天文台的天氣圖上也包括東北印度洋地區，若有熱帶氣旋形成，則採用世界氣象組織級別法，最高強度都稱之為「超強颱風」，所有風暴都是無命名的。
（以下各氣旋風暴資訊以氣旋風暴存在期間的最強形態為名稱。）

## 熱帶氣旋
自2017年北印度洋氣旋季開始以來，本氣旋季總共產生了以下熱帶氣旋。

### 氣旋風暴瑪如夏（Maarutha）
2017年4月15日凌晨02:30UTC，印度氣象局升格位於孟加拉灣的低壓區為低氣壓，並給予編號BOB01，上午09:00UTC, 印度氣象局將BOB 01升格為強低氣壓。晚上6:00UTC，印度氣象局將BOB 01升格為氣旋風暴, 並命名瑪如夏（Maarutha）。
2017年4月16日，瑪如夏的強度達到頂峰, 中心風力為每小時75公里。
2017年4月17日，瑪如夏在緬甸登陸，並逐漸減弱消散。

### 強烈氣旋風暴莫拉（Mora）
2017年5月28日凌晨3:30UTC，印度氣象局升格位於孟加拉灣中部的低壓區為低氣壓，並給予編號BOB 02。上午09:00UTC，印度氣象局將BOB 02升格為強低氣壓。同日18:00UTC，印度氣象局將BOB 06升格為氣旋風暴，並命名莫拉（Mora）。
2017年5月29日下午，印度氣象局將莫拉升格為強烈氣旋風暴。
2017年5月30日00:00UTC，莫拉的強度達到頂峰, 中心風力為每小時110公里。同日早上，莫拉在孟加拉吉大港市登陸並開始減弱。上午09:00UTC，印度氣象局將莫拉降格為氣旋風暴。中午12:00UTC，印度氣象局將莫拉降格為強低氣壓。下午18:00UTC，印度氣象局將莫拉降格為低氣壓。
2017年5月31日00:00UTC，莫拉減弱為低壓區。

### 特強氣旋風暴奥克希（Ockhi）
美國海軍研究實驗室於11月27日下午2時把在斯里蘭卡東南海域生成的低壓區給予擾動編號91B。
聯合颱風警報中心給予編號03B。

## 其他熱帶氣旋
除了被印度氣象部門命名的熱帶氣旋外，還有一些沒被命名的低氣壓和被聯合颱風警報中心認為是氣旋風暴的熱帶氣旋。以下列出那些熱帶氣旋的資料。

### 強低氣壓BOB 03
2017年6月11日，印度氣象局升格位於孟加拉北部近岸的季風低壓為低氣壓，並給予編號BOB03。
2017年6月12日00:00UTC，印度氣象局將其升格為強低氣壓。晚上18:00UTC，印度氣象局將其降格為低氣壓。
2017年6月13日上午02:30UTC，印度氣象局將BOB03降格為低壓區。

### 低氣壓BOB 04
2017年7月18日，印度氣象局升格低氣壓，並給予編號BOB04，並於當日消散

### 低氣壓BOB 06
2017年11月15日，印度氣象局升格低氣壓，並給予編號BOB06。
2017年11月17日06:00UTC，印度氣象局對其發出最後的警報。

### 強低氣壓BOB 08
美國海軍研究實驗室於11月28日把在南海南部海域生成的低壓區給予擾動編號93W。
美國海軍研究實驗室改編92B，隨後印度氣象局升格強低氣壓，其編號BOB08。

## 2017年風暴名單
北印度洋的熱帶氣旋自2004年起採用命名系統，命名工作由印度氣象局負責，名字是根據以下名單而定，不按年度劃分。風暴名字是由8個國家各自提交8個名稱，並以該國英文名稱按字母順序排列。之前使用過的與本年未用名稱以灰色表示，黑體字表示該年已經使用過，橙色表示下個氣旋名稱
| 提供國家 | 名稱    | 名稱     | 名稱    | 名稱    |
| 提供國家 | 第1組   | 第2組    | 第3組   | 第4組   |
| -------- | ------- | -------- | ------- | ------- |
| 孟加拉國 | Onil    | Ogni     | Nisha   | Giri    |
| 印度     | Agni    | Akash    | Bijli   | Jal     |
| 馬爾代夫 | Hibaru  | Gonu     | Aila    | Keila   |
| 緬甸     | Pyarr   | Yemyin   | Phyan   | Thane   |
| 阿曼     | Baaz    | Sidr     | Ward    | Murjan  |
| 巴基斯坦 | Fanoos  | Nargis   | Laila   | Nilam   |
| 斯里蘭卡 | Mala    | Rashmi   | Bandu   | Viyaru  |
| 泰國     | Mukda   | Khai Muk | Phet    | Phailin |
| 提供國家 | 名稱    | 名稱     | 名稱    | 名稱    |
| 提供國家 | 第5組   | 第6組    | 第7組   | 第8組   |
| 孟加拉國 | Helen   | Chapala  | Ockhi   | Fani    |
| 印度     | Lehar   | Megh     | Sagar   | Vayu    |
| 馬爾代夫 | Madi    | Roanu    | Mekunu  | Hikaa   |
| 緬甸     | Nanauk  | Kyant    | Daye    | Kyarr   |
| 阿曼     | Hudhud  | Nada     | Luban   | Maha    |
| 巴基斯坦 | Nilofar | Vardah   | Titli   | Bulbul  |
| 斯里蘭卡 | Ashobaa | Maarutha | Gaja    | Pawan   |
| 泰國     | Komen   | Mora     | Phethai | Amphan  |

## 氣旋季影響
以下圖表顯示了2017年北印度洋氣旋季的所有熱帶氣旋以及它們的登陸資料(如有)。在括號內的死亡人數屬於非直接，但仍與風暴有關的死亡。所有破壞及死亡數字都包括風暴在擾動及溫帶氣旋階段時的資料。
ACE的計算公式：{\displaystyle \sum _{}^{}{\frac {{v_{\mathrm {max} }}^{2}}{10^{4}}},}，每6小時取一次數據，單位為{\displaystyle 10^{4}kt^{2}}。
| 风暴名称      | 持续日期           | 风暴最高强度 | 最大持续风速 | 最低气压 （百帕） | ACE    | 登陆                     | 登陆              | 登陆     | 损失 （美元） | 死亡人数 |
| 风暴名称      | 持续日期           | 风暴最高强度 | 最大持续风速 | 最低气压 （百帕） | ACE    | 地点                     | 时间              | 风速     | 损失 （美元） | 死亡人数 |
| ------------- | ------------------ | ------------ | ------------ | ----------------- | ------ | ------------------------ | ----------------- | -------- | ------------- | -------- |
| 瑪如夏        | 4月15日－4月17日   | 氣旋風暴     | 75 km/h      | 996               | 1.0925 | 緬甸丹兌附近             | 4月17日午夜       | 75 km/h  | 2.34萬        | 4        |
| 莫拉          | 5月28日－5月31日   | 強烈氣旋風暴 | 110 km/h     | 978               | 2.65   | 孟加拉吉大港市附近       | 5月30日0時30分UTC | 110 km/h | 13.6億        | 135      |
| BOB 03        | 6月11日－6月13日   | 強低氣壓     | 55 km/h      | 988               | 0      | 沒有登陸                 | 沒有登陸          | 沒有登陸 | 2.23億        | 170      |
| BOB 04        | 7月18日－7月19日   | 低氣壓       | 45 km/h      | 992               | 0      | 印度奧里薩邦             | 7月18日15時UTC    | 45 km/h  | 3434萬        | 7        |
| LAND 01       | 7月26日－7月27日   | 低氣壓       | 45 km/h      | 992               | 0      | N/A                      | N/A               | N/A      | 21.9億        | 152      |
| LAND 02       | 10月8日－10月10日  | 強低氣壓     | 55 km/h      | 996               | 0      | N/A                      | N/A               | N/A      | 未知          | 7        |
| BOB 05        | 10月18日－10月22日 | 低氣壓       | 45 km/h      | 999               | 0      | 印度奧里薩邦帕拉迪普附近 | 10月20日下午      | 45 km/h  | 未知          | 1        |
| BOB 06        | 11月15日－11月17日 | 低氣壓       | 45 km/h      | 1000              | 0      | 沒有登陸                 | 沒有登陸          | 沒有登陸 | 未知          | 20       |
| 奧克希        | 11月29日－12月6日  | 特強氣旋風暴 | 155 km/h     | 976               | 3.8975 | 斯里蘭卡馬塔拉附近       | 11月29日          | 45 km/h  | > $50.7億     | 245      |
| BOB 08        | 12月5日－12月9日   | 強低氣壓     | 55 km/h      | 1002              | 0      | 沒有登陸                 | 沒有登陸          | 沒有登陸 | 未知          | 20       |
| 季节总结      |                    |              |              |                   |        |                          |                   |          |               |          |
| 10個 熱帶氣旋 | 4月15日－12月9日   |              | 155 km/h     | 976               | 7.64   | 5次登陆                  | 5次登陆           | 5次登陆  | 38.1億        | 761      |

## 外部連結
- 印度氣象局（页面存档备份，存于）
- 聯合颱風警報中心（页面存档备份，存于）
- 中國國家氣象中心（页面存档备份，存于）